# Цецилієнгоф

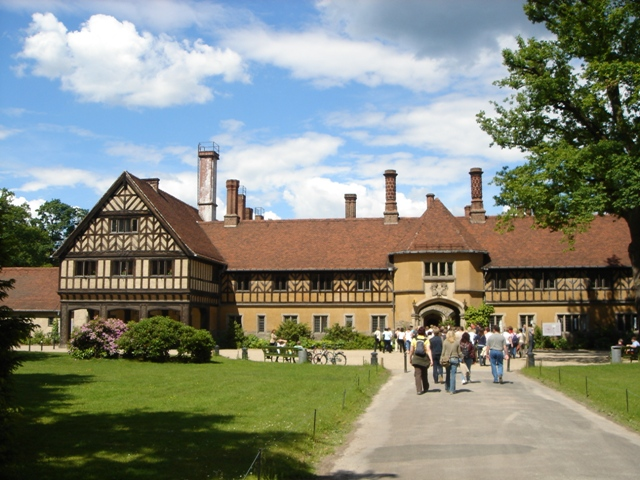
Вид на Цецилієнгоф з боку Нового Саду (Neuer Garten)

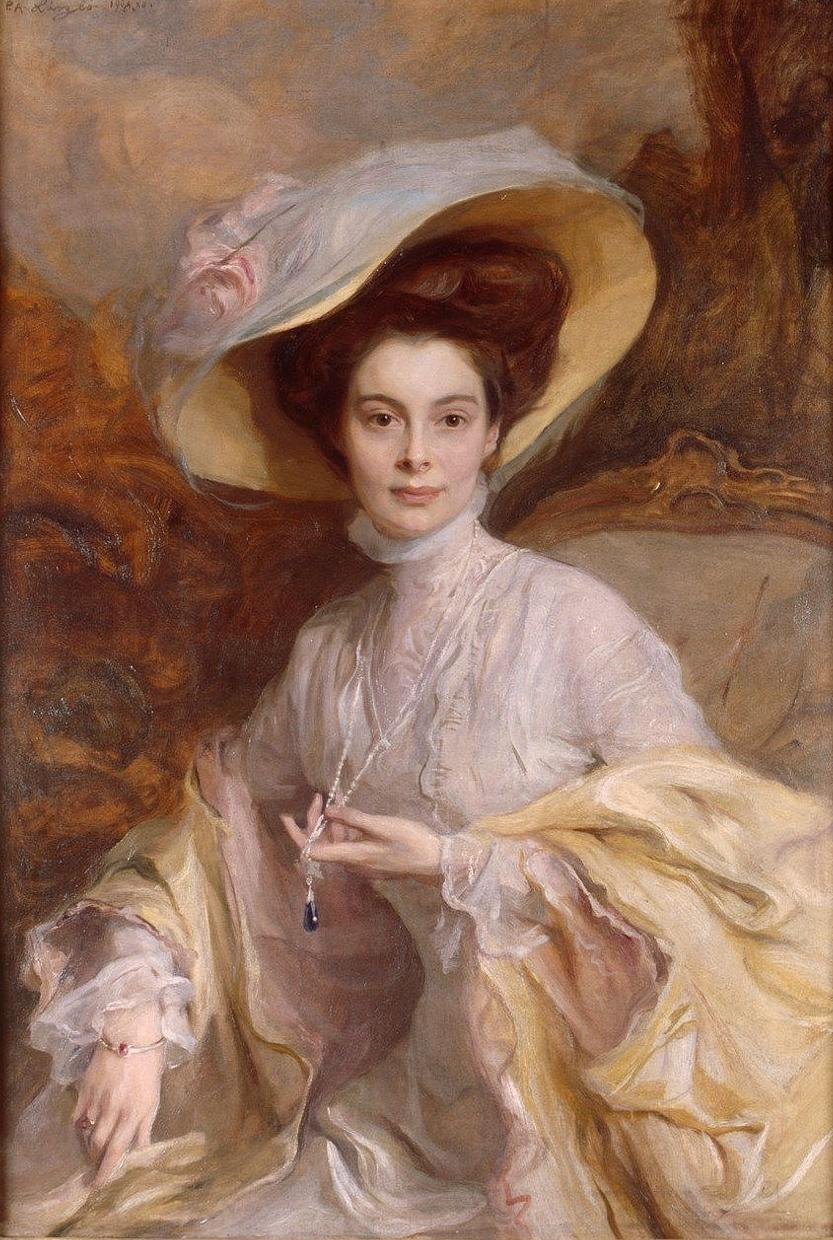
Портрет кронпринцеси Цецилії (Філіп де Ласло)

Палац Цецилієнгоф (нім. Cecilienhof) розташований в північній частині Нового саду Потсдаму, неподалік від озера Юнґфернзе. Остання резиденція Гогенцоллернів була побудована Вільгельмом ІІ для сина кронпринца Вільгельма та його дружини Цецилії Мекленбург-Шверинської. Будівля, стилізована під середньовічні сільські садиби Англії, споруджувалася в 1914-17 роках за проектом архітектора Пауля Шульце-Наумбурга. Світову відомість Цецилієнгоф отримав завдяки проведенню в 1945 році на його території Потсдамської конференції.

## Будівництво палацу
В 1912 році кайзер Вільгельм II наказав виділити кошти для будівництва нового палацу в Новому саду Потсдаму. На ці потреби було виділено 1498 тис. рейхсмарок, строк закінчення будівництва був визначений на 1 жовтня 1915 року. В травні 1913 року кронпринц Вільгельм заклав перший камінь в фундамент нової резиденції.
Проектування резиденції та керівництво будівельними роботами були покладені на архітектора Пауля Шульце-Наумбурга. Ключовими елементами зовнішнього вигляду будівлі стали цегляна кладка та фахверкові деталі з темного дуба. Особливістю проекту є 55 димових труб, жодна з яких не схожа на іншу.
Різні частини будівлі групуються навколо п'яти внутрішніх дворів: великого парадного двору в центрі, малого садового двору — саду принца та трьох дворів господарського призначення. Галявину парадного двору прикрашає квіткова клумба в формі червоної зірки, яку зробили радянські солдати в ході підготовки до Потсдамської конференції, що проходила тут з 17 липня по 2 серпня 1945 року.
Будівельні роботи були припинені з початком Першої світової війни. Кронпринцеса Цецилія, чиє ім'я отримав не тільки палац, але і селище Цецилієнгартен в берлінському районі Шонеберг, в'їхала в свої нові апартаменти в палаці лише в серпні 1917 року, а у вересні тут народилася шоста дитина в сім'ї кронпринца — принцеса Цецилія. Будівельні роботи в палаці були остаточно завершені 1 жовтня 1917.
Після зречення кайзера в 1918 році, Вільгельм і Цецилія отримали від держави Цецилієнгоф в 1926 році в приватну власність, де вони і проживали до свого видворення та націоналізації будівлі в 1945 році.

## Внутрішній вигляд
Кронпринцеса Цецилія і кронпринц Вільгельм. Деталь мозаїки в берлінській церкві Гедехтніскірхе
Палац складається з 176 кімнат. Представницькі житлові приміщення перебували на першому поверсі центрального будівлі. Над ними знаходилися спальні, гардеробні і ванні. Інтер'єри палацу, в яких відбився високий рівень культури побуту початку XX ст., свідчать про скромну елегантність дорогих матеріалів. Оформлення майже всіх приватних апартаментів було доручено Паулю Людвігу Троосту, який здобув популярність як дизайнер інтер'єрів на пасажирських теплоходах. Особливий інтерес викликає кімната, оформлена за бажанням кронпринцеси Цецилії як пасажирська каюта.
При підготовці до Потсдамської конференції все майно сім'ї кронпринца, яка залишила палац на початку 1945 року, було вивезено з палацу на ферму на березі озера Юнгфернзее, де було знищено пожежею в липні 1945 року. Відсутні предмети обстановки, яких не вистачало для проведення конференції, були замінені іншими предметами в стилі тієї ж епохи. З довколишніх замків уповноваженими тиловими службами були доставлені меблі та предмети інтер'єру з врахуванням особистих вподобань керівників делегацій. У кутовій кімнаті, де зупинявся І. В. Сталін, встановили темну шкіряну кушетку і чудовий письмовий стіл. Кімната Гаррі Трумена була декорована витонченими меблями в стилі класицизму, запозиченої з Потсдамського Мармурового палацу. Кімнату Вінстона Черчілля прикрасили неоготичні меблі з палацу Бабельсберг.
В основній будівлі знаходиться найвищий, в два поверхи, Великий зал довжиною 26 м і шириною 12 м. При кронпринці це було житлове приміщення, обставлене затишними меблями. Дерев'яна обшивка стін, декоративні конструкції з дерев'яних балок на стелі і великі фронтальні вікна, прикрашені кесонами, відображають англійський стиль палацу. Сходи з темного дуба, які вели в особисті покої кронпринца, виконані в стилі «данцигского бароко» і передані в подарунок містом Данциг.
У Великому залі проходили засідання Потсдамської конференції. Спеціально для неї в Москві на меблевій фабриці «Люкс» був виготовлений круглий стіл діаметром 3,05 м. За ним вели переговори глави держав і урядів антигітлерівської коаліції: Трумен (США), Черчилль (пізніше Клемент Еттлі, Велика Британія), Сталін (СРСР) та інші відповідальні особи делегацій. Саме перебуваючи на конференції в Цецилієнгоф, Трумен віддав по телефону наказ про скидання атомної бомби на Хіросіму.

## Після Потсдамської конференції
Після Потсдамської конференції палац і прилеглий парк були відкриті для відвідування. Палац використовувався спочатку як навчальний центр Демократичного союзу жінок (DFD). У 1960 році в західному крилі палацу відкрився готель, і зараз тут також функціонує готель класу люкс. Крім музею, присвяченого пам'ятним подіям 1945 року, туристам пропонується оглянути інтер'єри колишніх особистих покоїв кронпринца і його дружини.
Палац іноді використовується урядом землі Бранденбург для проведення прийомів. У листопаді 2004 року палац відвідала королева Великої Британії Єлизавета II. 30 травня 2007 в Цецилієнгоф відбулася зустріч міністрів закордонних справ країн «Великої вісімки».
Палац Цецилієнгоф перебуває у розпорядженні Фонду пруських палаців та садів Берліна-Бранденбурга. Разом з палацами і парками Сан-Сусі у Потсдамі і Глінікке і Пфауенінзель з 1990 року включений у Світову спадщину і знаходиться під захистом ЮНЕСКО.